# Jean Pisani-Ferry

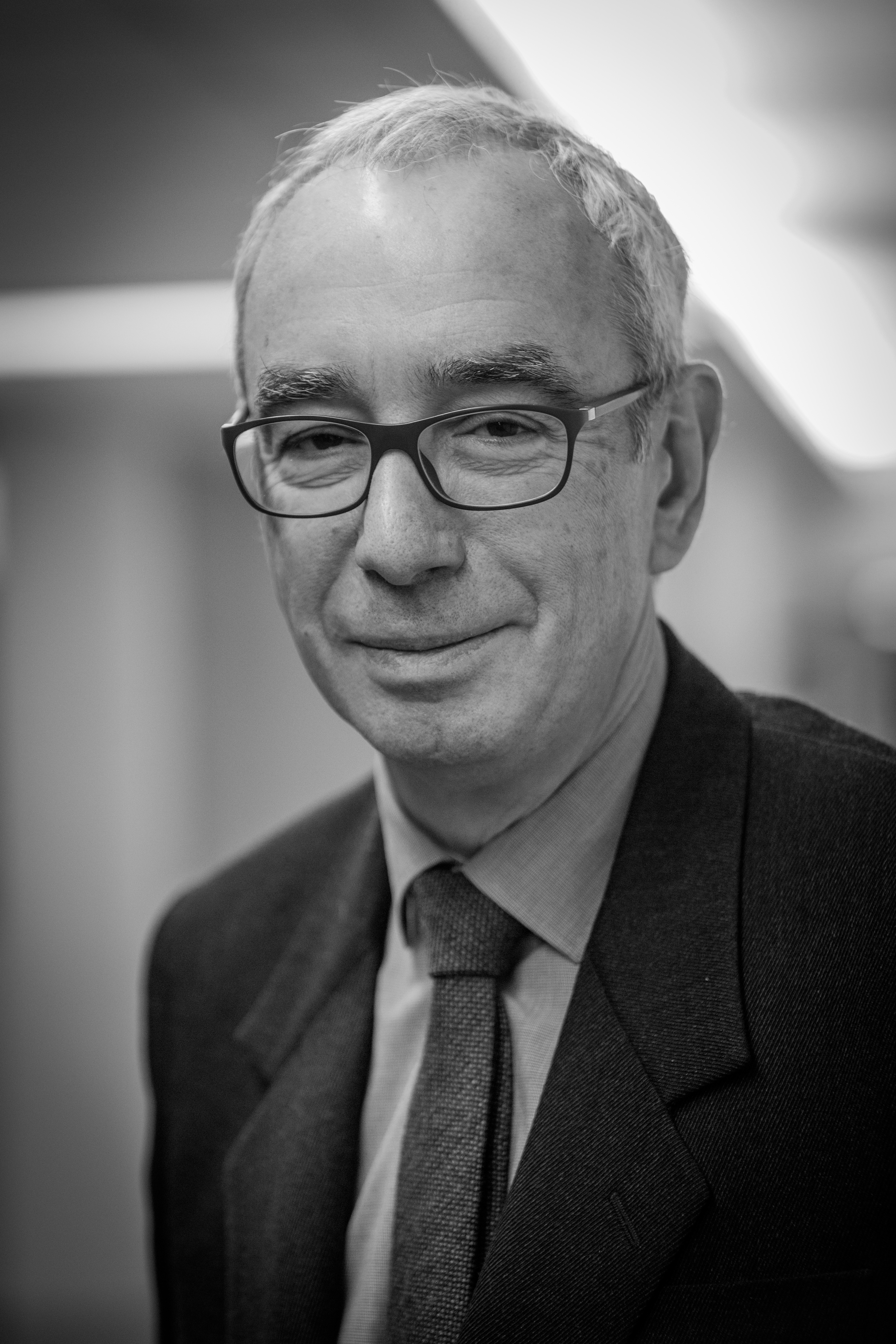
Jean Pisani-Ferry

Jean Pisani-Ferry (Boulogne-Billancourt, 28 juli 1951) is een Frans economist.

## Levensloop
Jean Pisani-Ferry is een zoon van minister Edgard Pisani et van die zijn tweede echtgenote Fresnette Ferry. Zij was een dochter van Abel Ferry, neef van Jules Ferry.
Hij promoveerde tot ingenieur en werd:
- directeur van het Centre d'études prospectives et d'informations internationales,
- economisch adviseur van Dominique Strauss-Kahn en van Christian Sautter op het ministerie van Economie,
- voorzitter van de Conseil d'analyse économique,
- deskundige voor de Europese Commissie en voor het Internationaal Monetair Fonds,
- professor aan de École Polytechnique en aan de ULB,
- directeur van de denktank Bruegel (2005),
- lid van de Cercle des économistes (2006),
- bestuurder van de denktank Notre Europe, gesticht door Jacques Delors (1996),
- lid van de Conseil d'analyse économique,
- professor aan de Université Paris-Dauphine,
- vicevoorzitter van de Association française de science économique,
- Bestuurder van de denktank En temps réel,
- voorzitter van de Stichting École supérieure d'électricité (2005-2011),
- professor economische politiek aan Sciences Po en aan de Hertie School of Governance in Berlijn.

In april 2013 werd hij door de regering benoemd tot commissaris-generaal voor de strategie en de toekomst.
In juli 2013 werd hij door de regering benoemd tot voorzitter van de Commissie voor de opvolging van de belastingsverminderingen ten voordele van het concurrentievermogen en de werkverschaffing.
In januari 2017 nam hij ontslag uit de twee voorgaande functies en werd lid van het campagneteam van Emmanuel Macron.
Op 4 juli 2017 bevestigde eerste minister Edouard Philippe dat hij aan Jean Pisani de opdracht had gegeven het plan te ontwikkelen en tot stand te brengen om over de volgende vijf jaar 50 miljard euro bijeen te brengen en te investeren in de sectoren ecologische overgang, ontwikkeling, deskundigheid, gezondheid, verkeer, landbouw en modernisering van de Staat.

## Publicaties
- L'épreuve américaine, 1988, ISBN 2-86738-317-X.
- La Bonne aventure, 2001.
- (met Olivier Blanchard en Charles Wyplosz), L'Europe déclassée, 2005, ISBN 2-08-210503-2.
- Le réveil des démons: La crise de l'euro et comment nous en sortir, Parijs, Fayard, 2011, ISBN 9782213668222.
- (met Selma Mahfouz) A qui la faute ?, Parijs, Fayard, 2016, ISBN 9782213701691|9782213703350.

## Voetnota
1. ↑  
Over het programma van 50 miljard euro in Le Monde.

- Bibsys: 2113005
- Bibliothèque nationale de France: cb12016103d (data)
- Catàleg d'autoritats de noms i títols de Catalunya: 981058512318406706
- Gemeinsame Normdatei: 170319997
- International Standard Name Identifier: 0000 0001 0911 8695
- Library of Congress Control Number: n85117816
- Nationale Bibliotheek van Tsjechië: vse2014830601
- Nationale Bibliotheek van Israël: 987007266661505171
- Nederlandse Thesaurus van Auteursnamen: 097568465
- Système universitaire de documentation: 028296648
- Virtual International Authority File: 68941018
- WorldCat: E39PBJh8M9yjBh9pRgGRXbfyVC